# Wijnand Zijlmans
Wijnand Clemens Maria (Wijnand) Zijlmans (Den Haag, 10 oktober 1953) is een Nederlandse beeldhouwer.

## Leven en werk
Wijnand Zijlmans studeerde van 1971 tot 1976 beeldhouwkunst aan de Koninklijke Academie van Beeldende Kunsten in Den Haag. Zijn docenten waren onder anderen Joop Beljon, Dirk Bus, Henri van Haaren, Frank Letterie, Hermanus Berserik en Gerrit Noordzij. Hij werkte aanvankelijk in was en klei en maakte zijn beelden in brons, beton en metaal, maar door de figuratie los te laten veranderden ook de materialen waarmee hij werkte. Hij ontdekte het hakken in hout en steen en is als steenbeeldhouwer autodidact.
De kunstenaar woont in Baarn en werkt in zijn atelier in Soest. Hij nam in 1996 onder andere deel aan het internationale symposium voor beeldhouwers in het Europos Parkas in Vilnius (Litouwen). Zijn werk bevindt zich in de collectie van museum Beelden aan Zee in Den Haag.

## Enkele werken
- Sculptuur (1992), Landbouwuniversiteit Wageningen in Wageningen
- Sculptuur (1993), Grotestraat in Baarlo
- Sculpturen (1996), Middelbare Tuinbouwschool 't Vanck in Velp
- Sculptuur Vidinis atgimimas (1996), Europos Parkas bij Vilnius in Litouwen
- Hommage aan Escher (1998), Stationsplein in Baarn
- Sculptuur (1999), Verpleeghuis Casa Bonita in Apeldoorn
- Ontstaan (2004)[1][2], wijk De Reeshof in Tilburg
- Community (2008) in Afferden

## Fotogalerij

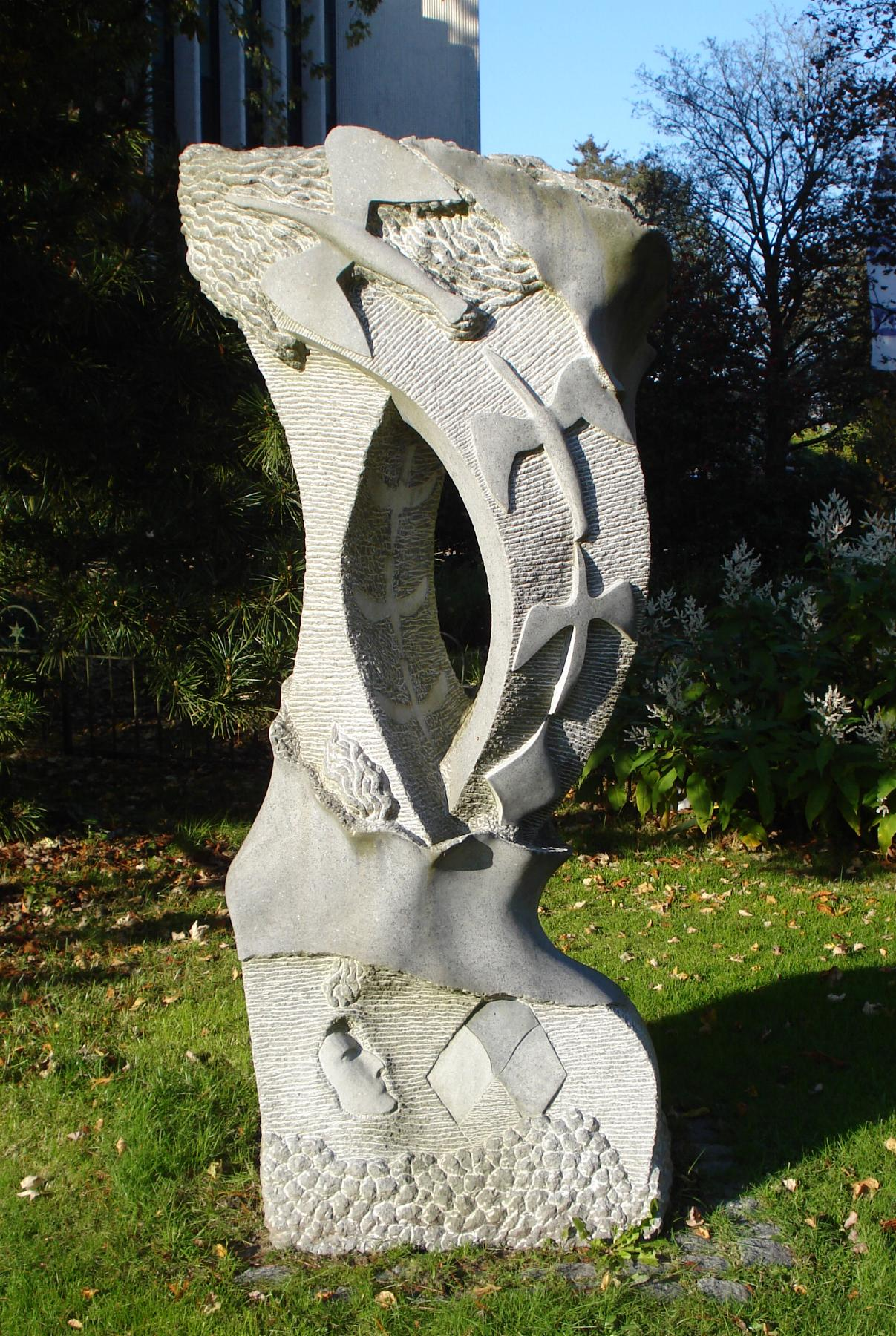
Hommage aan Escher (1998)
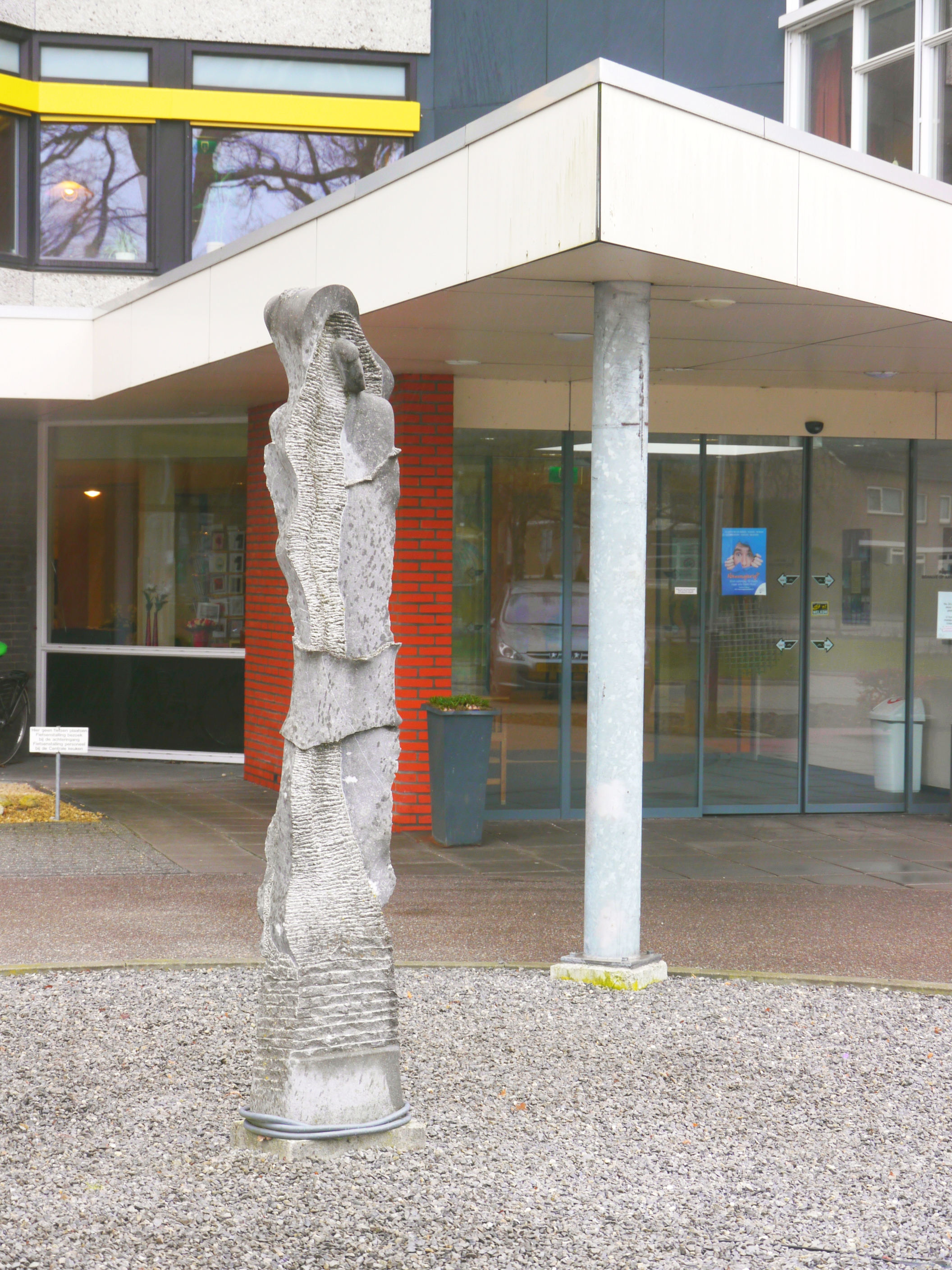
Sculptuur (1999), bij Casa Bonita, Apeldoorn